# Charissa ambiguata
Charissa ambiguata is een vlinder uit de familie spanners (Geometridae). De wetenschappelijke naam is voor het eerst geldig gepubliceerd in 1830 door Duponchel.
De soort komt voor in Europa.